# 韩建
韩建（855年—912年8月15日），字佐时，许州长社人（今河南省许昌市），晚唐军阀，最终成为篡唐的后梁的下属。他最为知名的是于乾宁三年（896年）至光化元年（898年）在自己的军部华州控制唐昭宗及在昭宗停留期间屠戮宗室亲王。

## 唐朝年间

### 家世和早期仕途
韩建生于唐宣宗大中九年（855年）。父韩叔丰，世代为牙校。广明元年（880年）秦宗权占据蔡州，招纳亡命之徒，韩建效力他为军士，累转至小校。
中和元年（881年）五月，宦官将领忠武军监军杨复光说服忠武军节度使周岌背弃占领京城长安、迫使唐僖宗逃到成都、自称大齐皇帝的大规模农民变军黄巢而反正，也说服秦宗权出兵助讨黄巢政权。杨复光将军队组成八都，由鹿晏弘、晋晖、王建、韩建、张造、李师泰、庞从等分别率领。从此韩建效力杨复光及鹿晏弘，杨复光率八都打败黄巢部下东南面行营都虞候朱温，收复邓州，追杀到蓝桥才回师。
中和三年（883年），屯兵河中仍在与黄巢作战的杨复光去世。鹿晏弘没有继续对黄巢作战，而是率部西行入蜀迎接僖宗，实则于路劫掠。王建、韩建、张造、晋晖、李师泰追随他。年末，鹿晏弘攻陷山南西道军部兴元府，驱逐节度使牛勖，自称留后。他任其他忠武军都将为治下的州刺史，但并不让他们赴任。王建、韩建素来亲睦，鹿晏弘尤其猜忌他们，数次引他们进自己的卧室，厚待他们。王建、韩建秘密互相说：“仆射（指鹿晏弘）甘言厚意，是疑我等，祸将至了！”四年（884年）九月，僖宗所信的宦官十军观军容使田令孜秘密遣人以厚利相诱，十一月，王建、韩建与张造、晋晖、李师泰率众数千叛离鹿晏弘，逃奔成都行在，迎僖宗于西县，田令孜都养为假子，赏赐巨万。因他们都是政敌杨复光的旧将，田令孜薄待他们，除任王建为壁州刺史外，其余都仅拜为诸卫将军，让他们各率本部，号为随驾五都，隶属田令孜。韩建被补神策都校、拜金吾卫将军。时黄巢已败亡，光启元年（885年），僖宗回京，以韩建为潼关防御使、华州刺史。

### 管治华州

#### 昭宗来华州前
当时唐朝已被军阀瓜分，多數军阀只爱战斗和掠奪土地，华州数次已遭遇兵灾，户口流散。但身为华州刺史的韩建招抚流民，劝课农桑，数年之间，军府和百姓都富裕了。时人赞扬他和荆南节度使郭禹为“北韩南郭”。韩建本来不识字，治政之余每天学习，遣人在器皿、床榻上分别题名，韩建熟悉它们以后开始渐通文字。见《玉篇》后，喜道：“吾以类求之，何所不得也。”于是用来学会了音韵声偶，并学习书籍和历史。不久迁华商节度、潼关守捉等使，累加同平章事。
朝廷新设镇国军节度使，辖华州、同州，韩建被任为节度使。大顺元年（890年），唐昭宗讨伐河东节度使李克用，以宰相张濬为河东行营都招讨制置宣慰使，韩建亲自率军参战，被任为北面行营招讨马步都虞候兼供军粮料使。但副招讨使孙揆被李克用养子李存孝伏击俘获，官军士气受到重大打击。十月，官军与李克用主力相遇时，河东先锋右军使薛志勤与洺州刺史李承嗣率三千骑在蒙坑打败韩建的军队。韩建以壮士三百夜袭率兵五千屯赵城的李存孝，却被其设伏击退。韩建兵败后，静难、凤翔军不战而逃，禁军自溃。李克用军击败张濬，将官军逼入晋州，保大军和定难军也都逃走。韩建率诸军退守晋州时，又被李存孝追杀所败，退保绛州。官军只剩张濬和李克用大敌宣武军节度使朱全忠（即已降唐的朱温）派来的军队共计万余人守晋州。十一月，李存孝围晋州，却考虑到不宜俘虏宰相，解围退军五十里，任张濬、韩建逃跑。十二月，张濬、韩建弃晋州、绛州，从含山口遁去，翻越王屋山到河阳，拆毁百姓的房屋做筏渡过黄河。此败后，官军一蹶不振，韩建本部战损不详。二年（891年）正月李克用要求以贬张濬及其同僚宰相孔纬为条件，重新归唐。但张濬、孔纬没有去贬所，而是于三月分别逃到华州，被韩建保护。朝廷不能诘问。
十月，杨复光的养堂兄权势宦官上将军致仕杨复恭被控谋反，昭宗派兵攻打杨复恭官邸。杨复恭逃奔杨复光养子山南西道节度使杨守亮，与时任附近节度使、刺史的其他养子侄杨守忠、杨守贞、杨守厚一同反叛朝廷。景福元年（892年）正月，韩建与凤翔节度使李茂贞、静难节度使王行瑜、李茂贞兄天雄军节度使李茂庄、王行瑜弟匡国军节度使王行约（治同州，可见同州已不在韩建掌控）上表昭宗请求讨伐杨复恭及其子侄，军费自理，并任李茂贞为山南西道诏讨使。昭宗认为李茂贞一旦兼并杨氏，就更难驾驭，下诏和解，无果。李茂贞不经朝廷许可擅自发起讨伐战，迫使昭宗同意。七月，李茂贞最终击败诸杨，诸杨除杨守厚当月病亡外，被迫试图逃奔李克用，从商山出奔到乾元，溃散兵士被华州军所败，诸杨被华州巡逻士兵所获，韩建以此上奏。杨守亮见韩建左右八百人曾是自己部下，对韩建说：“这些人吾养之素厚，无一为我死。公不需要浪费衣食，不如杀之。”韩建许诺。杨守亮又说：“公幸免我一死，让我活着见天子，陈说先人之功，有万分之一的可能不死。”八月，韩建用槛车将诸杨解送长安（一作斩了杨复恭、杨守信，只解送了杨守亮），官吏用帛缚住杨守亮，在他嘴里塞了球，杨守亮被昭宗问讯时无法说话，只能颔首，昭宗左右说他是伏罪了，于是诸杨被处决，李茂贞兼并其地。杨守亮幕僚李巨川一同被擒，题诗于树叶送给韩建，词情哀鸣，韩建欣然释放了他，命为掌书记，后为从事。
乾宁二年（895年）正月，护国军节度使（原称河中节度使）王重盈去世，引发继承纠纷。王重盈的弟弟和前任节度使王重荣养兄长王重简子王珂为子，王重盈死后，河中军士在李克用支持下希望王珂继任。但王重盈子保义军节度使王珙、絳州刺史王瑶希望王珙继任，并说服韩建、李茂贞和王行瑜请求昭宗让王珙继任。三月，昭宗同意李克用所请，拒绝韩建等，使得三位节度使引以为耻。京畿内有八镇兵，隶左右神策军，郃阳镇地近华州，良原镇地近静难军军部邠州，韩建和王行瑜分别想要这两镇军队，被宦官拒绝。五月，三节度使进军长安，各自率精兵数千入朝，坊间市民都逃匿，官吏制止不住。昭宗御安福门以待，三人盛陈甲兵，拜伏舞蹈于门下。昭宗临轩亲自诘问三人为何不奏请待回复就率兵入京，意欲何为，若不能侍奉自己，自己愿退位让贤！王行瑜、李茂贞流汗不能言，唯有韩建大致讲述入朝原因。昭宗召三人上楼，赐酒，在同文殿宴请三人，三人认为宰相韦昭度、李磎针对自己，就奏称南、北司互有朋党，祸乱朝政，韦昭度讨西川不利，李磎拜相不合众心，请求诛杀二人。昭宗拒绝，只是贬了二人，他们就自己在都亭驿杀了二人，又杀枢密使康尚弼及宦官数人，并迫使昭宗下诏调王珂到匡国军，王珙到河中，王行约到保义军。三节度使谋废昭宗，立皇兄吉王李保，但听闻李克用已起兵勤王，三人害怕，王行瑜、李茂贞各留兵二千人宿卫京师监视昭宗，与韩建都辞行回本镇。
六月，李克用被韩建及其盟友的所为所激怒，采取行动。他很快败杀王瑶，七月，进军渡过黄河，围华州。韩建登城请求解围：“我未尝失礼于李公，为何被攻打？”被李克用拒绝：“公身为人臣，逼逐天子，杀大臣，公为有礼，谁是无礼者！所以讨伐你。”但得知李茂贞和王行瑜都想劫持昭宗后，李克用很快进军静难军。当时李茂贞和王行瑜留在长安的军队发生争斗，都想劫持昭宗，但昭宗在禁军保护下逃入秦岭得免。李克用围邠州，王行瑜想逃，逃跑时被部下杀死。李茂贞和韩建害怕，变得对朝廷非常恭顺。李克用请求昭宗同意也消灭李茂贞，但昭宗想维持平衡禁止他这么做，他随后撤退，此后李茂贞和韩建又骄横如故，渐渐减少上贡，所上表章也骄横傲慢，同谋率兵入朝。九月，孔纬去世，朝廷没收其故居，韩建上疏谏阻，昭宗从之。
乾宁三年（896年）六月，昭宗选补数万人为军圣、捧宸、保宁、宣化即殿后四军等军，让诸王统领，试图缓和李茂贞和韩建给朝廷的压力。李茂贞宣称诸王想攻打自己，要自卫，再度调兵进军长安。昭宗告急于李克用，但李克用未能回应。李茂贞打败覃王李嗣周，逼近长安，昭宗决定率百官和诸王逃离长安。凤翔军后来进入长安并放火烧了它。昭宗离京后本来在延王李戒丕建议下想投奔河东，韩建遣其子韩从允（或作韩允、韩充）奉表请昭宗幸华州，昭宗不许，想去河中、鄜州；以韩建为京畿都指挥、安抚制置及开通四面道路、催促诸道纲运等使。韩建连续上表，昭宗及从行官员也害怕走远，到富平，遣宣徽使元公讯召韩建，面议去留。韩建到富平见驾，顿首哭道：“方今籓臣跋扈者，不止茂贞。陛下若离开宗庙园陵远巡边鄙，臣恐怕车驾渡河就回不来了。如今华州兵力虽微弱，控带关辅，也足以自保。臣积聚训厉已经十五年了，西距长安不远，愿陛下驾临，以图兴复。”昭宗也哭了，于是到华州，以府署为行宫，韩建去龙兴寺办公。

#### 昭宗在华州期间
当时随昭宗逃到镇国军的宰相们王抟、孙偓、陆扆害怕韩建，不敢专断政事。八月，昭宗下诏韩建参与议论朝政，韩建上表坚辞，于是作罢。韩建奉诏遣李巨川传檄天下诸藩镇，让他们把资粮运到行在，协助修缮京城，并称前西川节度使陈敬瑄在僖宗避难成都时“过恃宠私，多所参预，所以远方观听，物论諠然”，自己不敢重蹈其覆辙。李克用闻之，叹道：“皇帝如果去年听从我言，岂有今日之患！”又说：“韩建天下痴物，为贼臣削弱帝室，将来不是为李茂贞所擒，就是为朱全忠所俘虏！”奏请与相邻节度使发兵勤王。同月，昭宗加韩建兼中书令。先前另一宰相崔胤因韩建要求被外放为武安军节度使，九月，秘密求援于朱全忠，教他营造东都宫阙，上表请求迎驾。朱全忠与河南尹张全义上表请昭宗去洛阳，朱全忠请求二万军迎驾，且称崔胤是忠臣，不宜出外。韩建害怕，奏请召回崔胤仍为宰相，遣使告谕朱全忠，朱全忠作罢。崔胤复为宰相。韩建经常从容奏道：“臣为陛下修营大内，结信诸侯，一二年间，必期兴复。”同月，昭宗以韩建为检校太尉，兼领修创京城、京畿制置、催促诸道纲运等使，由韩建督役辇运工作，复建大明宫。
十月，昭宗加孙偓行营节度、招讨、处置等使，以韩建权知京兆尹，兼把截使，准备攻打李茂贞。韩建不想昭宗攻打自己的长期盟友，劝止，李茂贞也在韩建建议下上表请罪，故官军并未真正出师。昭宗久在华州，想回宫，每逢花朝月夕，游宴西溪，就与群臣咏歌诗并哭泣，曾作《菩萨蛮辞》三章以思归，酒酣之际与随从众臣悲歌下泪，韩建与诸王都应和。乾宁四年（897年）正月，韩建厌恶随驾来镇国军的诸王所领的军队，与李巨川合谋，指使防城将张行思、花重武告称睦、济、韶、通、彭、韩、仪、陈八王谋杀韩建再劫驾去河中，并将张行思所告奏于昭宗。昭宗大惊，召韩建告谕，韩建称病不入见。昭宗令诸王拜访韩建自陈，韩建请他们入卧室，秘密上表称：“诸王忽然来拜访臣理事之所，不测事端。臣仔细思考，不应与诸王相见。”又举七国之乱及西晋八王之乱的例子称：“诸王当自避嫌疑，不可轻为举措。陛下若以友爱含容，请依旧制，令他们归十六宅，好好选师傅教以诗书，不令他们典兵预政。”且请求解散他们的军队，只留殿后兵三十人为控鹤排马官，隶飞龙坊。韩建担心昭宗不从，引麾下精兵围行宫，连续上表。昭宗不得已，当夜诏诸王所领军士放归田里，诸王勒令回归十六宅，其甲兵都交给韩建收掌。韩建又奏称：“陛下选贤任能就足以清祸乱了，何必别置殿后四军，招募的都是坊市无赖奸猾之徒，平时都会想制造祸变，临难必不能为用，却让他们张弓挟刃接近皇帝，臣私下感到寒心，乞求都罢去。”诏从之。于是殿后四军二万余人都被解散，昭宗没有了亲军。捧日都头李筠昔日在王行瑜、李茂贞图谋劫驾时护驾功居第一，韩建又率精兵数千围行宫，奏请杀李筠，昭宗害怕，赶紧下诏同意，韩建在大云桥斩杀李筠。又上奏举永王李璘图谋自立、吐蕃和军阀朱玫拥立宗室为帝的例子，请求召还出使四方的诸王。又奏称方士们出入禁庭，眩惑圣听，应禁止入宫。昭宗都下诏从之。韩建已将诸王都幽禁在其他房内，知昭宗意不悦，不自安，于是奏请立皇长子德王李祐为太子、拜未封王皇子为亲王，想缓解关系和舆论及掩盖恶名。诏立李祐为皇太子，更名李裕，立李裕母何淑妃为皇后。二月，韩建诬杀昭宗近臣天文学家太子詹事马道殷和医生将作监许岩士，并利用孙偓与另一宰相朱朴不合，以二相与马、许勾结为由，罢相，后又杀朱朴。三月，诏韩建进封昌黎郡王，食邑若干户，改赐“资忠靖国功臣”。同月，昭宗驾幸韩建南庄。韩建厌恶刑部尚书张祎等数人，四月诬奏他们，贬之。张祎被贬为衡州司马。五月，韩建八次上表辞让封王，献封事十条，其中第三条是请置师傅教导太子、诸王。昭宗于是以太子宾客王牍为诸王侍读。六月，昭宗幸西溪观竞渡。
同月，时李茂贞盟友东川节度使顾彦晖屡次被时任西川节度使王建所败，李茂贞上表请求昭宗处罚王建不奉诏动兵之罪。昭宗意图趁机收复凤翔，下诏贬王建为南州刺史，加李茂贞为西川节度使，以李嗣周为凤翔节度使。李嗣周前往凤翔，李茂贞拒绝受代，包围了李嗣周及其军队。七月，韩建写信给李茂贞，李茂贞解围，李嗣周回到镇国军。因王建也拒绝将西川让给李茂贞，相关的命令也都被取消。
李嗣周回师不久，八月，先前因昭宗后悔幸华州而派去求救于李克用的李戒丕也从河中回来，李克用近期遭败不能勤王的消息曝光了。韩建深恨李克用诛杀王行瑜，不再担心李克用介入后，上表称李嗣周、李戒丕等诸王谋反，请杀之。昭宗意图缓和，不回复。韩建与宦官知枢密刘季述矫诏擅自诛杀李嗣周（唐顺宗子李經后裔）、李戒丕（唐玄宗子李玢后裔）、丹王李允（唐代宗子李逾后裔）、通王李滋（唐德宗子李諶后裔）、皇兄仪王（一说唐玄宗子李璲后裔）、皇弟睦王李倚（唐懿宗子）、嗣济王（唐玄宗子李環后裔）、嗣韶王（唐代宗子李暹后裔） 、皇叔祖彭王李惕（唐宪宗子）、嗣韩王李克良（唐代宗子李迥后裔）、嗣陈王（唐文宗嗣子李成美后裔），将他们及侍者驱赶到石堤谷，都杀了，称他们谋逆。昭宗无奈，九月，以太子太师卢知猷撰韩建德政碑文，前户部侍郎司空图为韩建作颂，以为安慰。韩建累次上表坚辞，获准。早在乾宁元年，华州人就已上表请为韩建立碑，当时昭宗曾在便殿出示镇国军监军使董重彦奏称华州将吏、军人、百姓、僧道等恳请为韩建置生祠的奏章。韩建已第三次上表辞让，卢知猷与司空图已完成文辞，昭宗令建造二碑，韩建又面奏昭宗坚请收回诏书，最终没有立碑。李茂贞养子匡国军节度使李继瑭听闻朝廷讨伐李茂贞，正害怕，韩建已有跋扈之志，恐吓他，他逃奔凤翔。十月，昭宗以韩建为镇国、匡国两军节度使、长春宫使。韩建一度辞让。昭宗遣供奉官祁彦祥宣赐旌节，到韩建办公处龙兴寺告知，不久即授韩建上述官职。韩建奏请以京兆府于每年所征收的赋税内减四十万贯充上供。
韩建经营南庄，起楼阁，欲邀昭宗游幸，再废了他，改立太子李裕。其父韩叔丰对他说：“你只是陳許之地的一介農夫，遭遇时乱，蒙天子厚恩到此，欲以两州百里之地行大事，我不忍见灭族之祸，不如先死！”于是哭了。李茂贞、朱全忠都想发兵迎天子，韩建有些恐惧，于是作罢。朱全忠接连上表请求昭宗幸洛阳。光化元年正月，李茂贞和韩建都害怕朱全忠西征，决定修复长安宫殿，迎昭宗回京。他们也和李克用讲和。诏以韩建为修宫阙使。诸藩镇都献上钱和建筑材料，韩建作为京兆尹奉命入京城计算调度。韩建派都将蔡敬思督建。宫殿建成后，二月，韩建亲自去看。四月，昭宗幸陟屺寺，在韩建所献的御庄宴请从行官员。六月幸西溪观竞渡。八月，昭宗车驾回京，韩建留在镇国军。昭宗特授李巨川谏议大夫，仍留下辅佐韩建；册拜韩建守太傅，升华州为兴德府，以韩建为府尹；亲自为韩建画像，封韩建颍川郡王，并赐铁券，送上亲笔“忠贞”二字。韩建屡次上表辞王爵，于是于十月改封许国公。时韩建为宣力兴复功臣、镇国匡国等军节度管内观察处置修葺宫阙同州长春宫等使、开府仪同三司、守太傅、兼中书令、兴德尹、使持节同州诸军事、兼同州刺史、上柱国、许国公、食邑四千户、食实封一百户，获铁券所赐恕九死，子孙恕二死，如犯常刑，有司不可加责，付史馆，颁示天下。

### 归顺朱全忠
当年十一月，时任左军中尉刘季述和右宫中尉王仲先废黜并幽禁昭宗。进士李愚正在华州作客游玩，上书韩建，称只有忠义的韩建是社稷的依靠，为何坐视废立不勤王，建议韩建率先反正，传檄勤王，诛杀刘、王。韩建没有采纳，厚待之，李愚坚辞而去。次年，昭宗被忠于自己的神策军将领复立。崔胤建议尽杀宦官。刘、王的继任者韩全诲、张彦弘闻讯，害怕被杀，与李茂贞结盟，试图罢免崔胤。崔胤也怕宦官先杀自己，请求朱全忠率军到长安对付宦官。得知朱全忠已发兵，十一月，韩、张劫持昭宗到凤翔。
当月稍早，韩建以判官司马鄴知匡国军留后。朱全忠派护国军留后张存敬逼近后，司马邺以匡国军迎降。朱全忠遣司马邺入华州对韩建说如果不投降，就要攻打。韩建遣时任节度副使李巨川请降，献银三万两助军。已致仕的宰相张濬与朱全忠相见，说服他除去长期与李茂贞结盟的韩建。朱全忠大军到华州城下，韩建惊惶失措。朱全忠派副典客马嗣勋入见韩建说降，韩建单骑与他同出迎谒朱全忠，朱全忠面责韩建以往过失，韩建说：“韩建不识字，表章书檄都是李巨川所为。”把责任都推给李巨川。朱全忠以李巨川经常为韩建谋划，斩首了巨川。朱全忠与韩建素有军中昆弟之情，见了韩建，怒气消除，以韩建从军，并对韩建说：“公是许州人，可以衣锦还乡。”以为忠武军节度使，治所迁到许州，调忠武军节度使赵珝到匡国军。当时兴德府已罢撤，先前昭宗停留华州期间，华州商人聚集，韩建收了大量的税，得到九百万缗銅錢，都被朱全忠所取走。天复二年（902年）三月，河东掌书记李袭吉举韩建蓄财无数而效力朱全忠的例子，向李克用指出变法不如养民。韩建先前辟张策为判官，领忠武军后，又以为掌书记，后又遣他出使朱全忠，被朱全忠留用。
朱全忠随后围凤翔。天复三年（903年），凤翔因被围遭遇严重饥荒，李茂贞将昭宗交给朱全忠并求和。朱全忠掌握皇帝后，开始考虑篡位。崔胤已意识到朱全忠的意图，并试图组建官军反对朱全忠。朱全忠先迫使昭宗杀崔胤，再迫使昭宗弃长安迁都洛阳。途中昭宗在华州一度停留。三月，朱全忠和韩建同去见驾，昭宗宴请群臣，散席后只留下朱全忠和韩建继续喝酒，昭宗举酒对他们说：“迁都之后，国步小康，社稷安危，系卿两人。”何皇后出来亲自捧玉杯给朱全忠敬酒，晋国夫人可证向唐昭宗附耳说话。韩建踩朱全忠脚，朱全忠以为昭宗谋害自己，不饮酒，装醉而出。韩建秘密对他说：“皇帝与宫人附耳而语，幕下有兵仗声，恐怕要图谋王（朱全忠封梁王）。”朱全忠因此尤其感激韩建，并连续上表章请车驾幸洛阳。四月，朱全忠奏请以长安为佑国军，以韩建为佑国节度使。天祐年间，韩建筑新城，务本坊的石经被弃于野外。韩建提拔盐铁巡官韦寂为司法参军，韦寂执法平允，韩建很器重他。朱全忠下令弑昭宗，昭宗子唐哀帝继位。天祐三年（906年）六月，朱全忠注意到佑国军地近凤翔，韩建可能重新勾结李茂贞，上表奏请迁韩建为平卢节度使，以平卢节度使王重师为京兆尹、佑国节度使。朱全忠设帐在郊外饯行，对韩建说：“公以前在华阴，政事之暇，省览经籍，这也是士君子之大务。今之青州（平卢军军部），政事简单，事务闲暇，可复修华阴之故事。”韩建谦虚回应。朱全忠又说：“公读书必须精意，勿错用心。”以此言讥讽当时在场、爱好儒学但曾据平卢军反叛朱全忠的河阳节度使王师范。

## 后梁年间
天祐四年（907年），朱全忠迫使哀帝禅位，代唐称帝建立后梁，即后梁太祖。五月，韩建及忠武军节度使冯行袭、义武军节度使王处直请求太祖开内宴，分别进贡方物；以韩建守司徒、同平章事，充诸道盐铁转运使。太祖认为韩建有文武材，且懂得耕作、军旅、筹度经费等事，想详细询问，所以在当时对他恩泽特异，罕有能与之相比的。十月，命在东都的文武百官各自回到岗位，只留韩建等。开平二年（908年）二月，以韩建为侍中，兼建昌宫使，权判建昌宫事。太祖性格残暴不讲理，大臣不敢劝谏，唯有韩建时有建言，太祖也优容他。三年（909年），太祖郊祀于洛阳，以韩建为大礼使。韩建曾任门下侍郎。六月，太祖以韩建及另一宰相薛贻矩常在案前有所奏，对治政很有帮助，深加奖谕，分别赐缯帛。九月，罢相，册拜守太保。诏命他每逢月旦、十五日入阁称贺赴朝参，其他时候不必入见，以示优礼。十一月，太祖于文明殿受宰相以下问起居，韩建率百官排班等候，太祖升坛致谢。太祖御文明殿，韩建受册为太保。先前开平二年，忠武军和匡国军已互换军号。四年（910年）三月，除授匡国军节度使、陈许蔡观察使，令中书省、门下省不得限定其任期及商议替换他。
乾化二年（912年），太祖被子郢王朱友珪所弑。朱友珪诬称太祖养子博王朱友文弑君，杀之，自立为帝。后梁因而人心动荡，许州军士相继报告有变乱，但韩建不在意不做防备。六月，马步都指挥使张厚作乱，在衙署杀死韩建。韩建有子韩从训，昭宗在华州时赐名韩文礼，官居都官郎中，当时正奉朱友珪之命到陈、许报告国丧，到了才两天就遭遇军乱，与韩建同死。朱友珪不敢诘问，任张厚为陈州刺史。
乾化三年（913年），韩建被追赠为太师。

## 评价
- 王建：韩建非豹变之才，与朱温作相宜也。[92]
- 《新唐书·宰相世系表》虽将韩建列为“以军功进”的宰相，但也列为“唐之盗”，故没有列出他的世系表。
- 《旧五代史》史臣曰：韩建遇唐朝之衰运，据潼关之要地，不能籓屏王室，翻务斫丧宗枝，虽有阜俗之能，何补不臣之咎。
- 《北梦琐言》：唯张濬大言，自方管、葛，以无谋之韩建，倅用刚之孙揆，出征大卤，自贻败亡尔。……所谓以羊将狼，投卵击石，幸而不用，何过望哉！